# Boris Skosyrev
Boris Michajlovič Skosyrev (in russo Бори́с Миха́йлович Ско́сырев?; in catalano: Borís Mikhàilovitx Skóssirev pronuncia boˌɾis .mikˌaj.lo.vit͡ʃ sˈko.si.ɾef; Vilnius, 12 gennaio 1896 – Boppard, 27 febbraio 1989) è stato un avventuriero russo, ricordato per il tentativo di impadronirsi del Principato di Andorra nel 1934 autoproclamandosi re col nome di Boris I.

## Biografia
Autoproclamatosi re Boris I di Andorra col sostegno della popolazione e dei politici locali, venne arrestato dopo pochi giorni dalle autorità della limitrofa Spagna e condotto in carcere a Madrid. La restante parte della vita di Skosyrev è avvolta nel mistero. Secondo alcune fonti, continuò a viaggiare attraverso l'Europa, vivendo di espedienti, fino ad essere catturato dall'Armata Rossa ed internato in Siberia al termine della Seconda guerra mondiale. Rilasciato nel 1956, morì a Boppard, in Germania, nel 1989.